# Eugenio Calabi

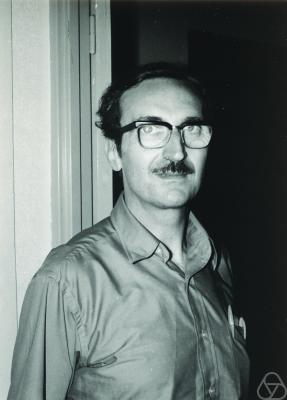
Eugenio Calabi

Eugenio Calabi (* 11. Mai 1923 in Mailand, Italien; † 25. September 2023 in Beaumont, Texas, Vereinigte Staaten) war ein italienisch-US-amerikanischer Mathematiker mit Fachgebiet Differentialgeometrie.

## Leben
Eugenio Calabi wurde als eines von 4 Kindern in eine bürgerlich-jüdische Familie in Mailand geboren.
In Folge der Italienische Rassengesetze von 1938 wanderte die Familie Calabi zunächst nach Frankreich und schließlich in die USA aus.
Er studierte zunächst Chemie am Massachusetts Institute of Technology, bevor er 1943 zum Militär eingezogen wurde.
Seinen Bachelor erhielt er nach Ende des Krieges im Juni 1946.
Im Anschluss studierte er an der University of Illinois mit dem Masterabschluss 1947. 1950 erhielt er an der Princeton University, an der er ab 1947 Instructor war, seinen Ph.D. Calabis betreuender Professor war Salomon Bochner. 1951 wurde er Assistant Professor an der Louisiana State University und 1955 Assistant Professor und danach Professor an der University of Minnesota.
1964 wurde Calabi zum Professor für Mathematik an der University of Pennsylvania, ab 1969 auf dem „Thomas-A.-Scott-Lehrstuhl“. Von 1973 bis 1976 stand er der Mathematik-Fakultät vor. 1994 wurde er emeritiert.
1958/59 war er am Institute for Advanced Study. 1962/63 war er Guggenheim Fellow. Er war Fellow der American Mathematical Society.
Seine Arbeit über Kähler-Metriken führte zur Entwicklung der Calabi-Yau-Mannigfaltigkeiten, die zu seiner wichtigsten Arbeit zählen. Er vermutete 1954, dass Kähler-Mannigfaltigkeiten mit verschwindender erster Chernklasse Ricci-flache Kähler-Metriken haben (was gleichzeitig Calabi-Yau-Mannigfaltigkeiten definiert), bewiesen von Shing-Tung Yau 1977.
1962 hielt er einen Vortrag auf dem Internationalen Mathematikerkongress in Stockholm (Operational calculus in several variables).
Calabi hatte die US-amerikanische Staatsbürgerschaft. Er war ab 1952 verheiratet und hatte ein Kind.
Er starb am 25. September 2023 in Beaumont (Texas) im Alter von 100 Jahren.

## Auszeichnungen
- 1982 Wahl in die National Academy of Sciences
- 1991 Leroy P. Steele Prize der American Mathematical Society für seine Arbeit auf dem Gebiet der Differentialgeometrie
- Verdienstorden der Italienischen Republik

## Veröffentlichungen
- Eugenio Calabi (Autor), Jean-Pierre Bourguignon, Xiuxiong Chen und Simon Donaldson (Hrsg.): Collected works. Springer, Berlin [2020], ISBN 978-3-662-62133-2